# Demián Rugna

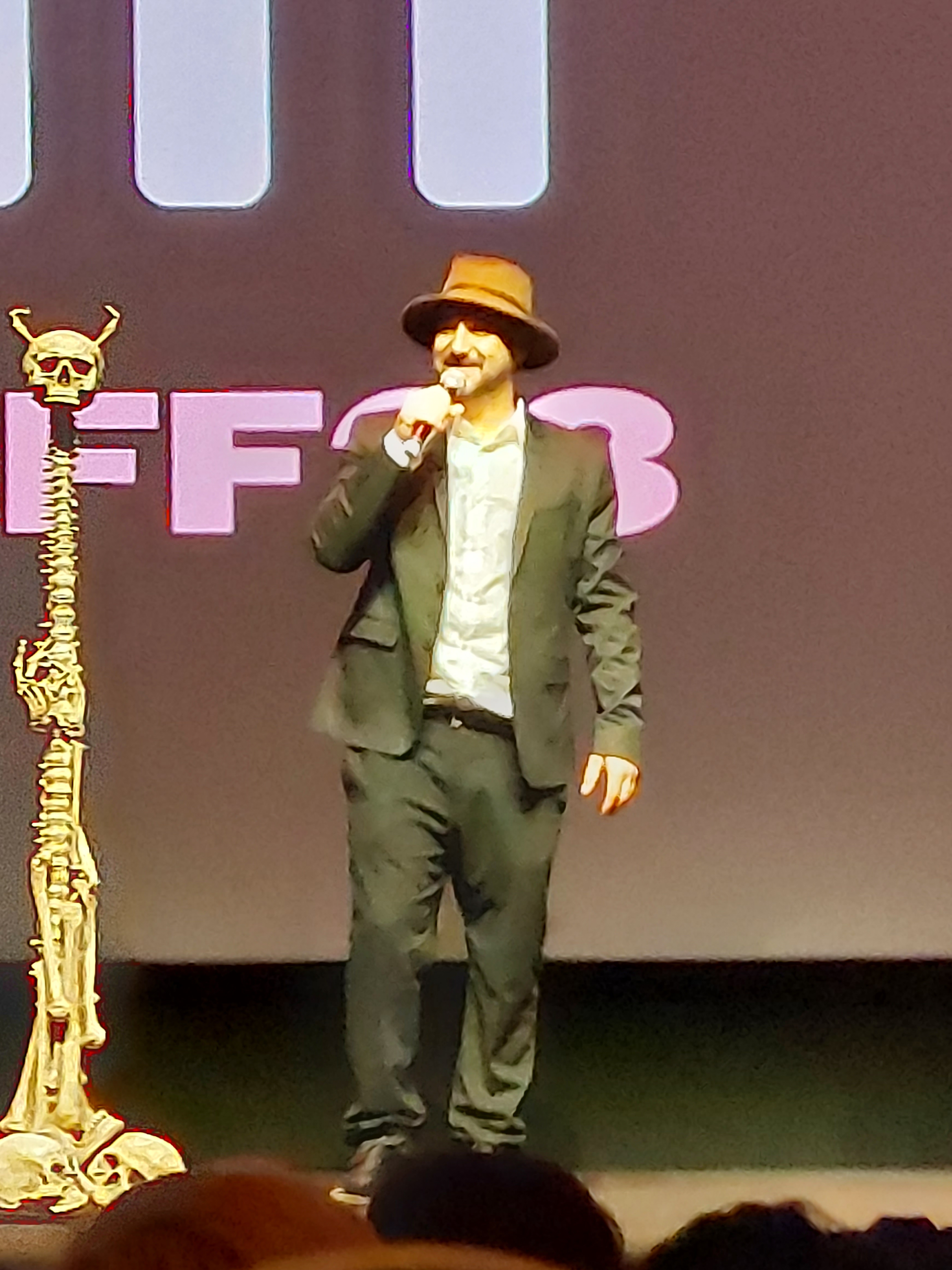
Demián Rugna (2023)

Demián Rugna (* 13. September 1979 in Haedo, Partido Morón, Provinz Buenos Aires) ist ein argentinischer Filmregisseur und Drehbuchautor. Internationale Bekanntheit erlangte er durch seine Horrorfilme Terrified und When Evil Lurks.

## Leben und Karriere
Demián Rugna wuchs in der Kleinstadt Haedo wenige Kilometer außerhalb von Buenos Aires auf. Im Alter von acht Jahren begann er damit, Comics nach seinen Lieblingsfilmen anzufertigen. Später lernte er das Handwerk beim Zeichner Horacio Lalia und machte 2003 einen Abschluss in Audiovisual Design an der Universidad de Morón.
Ab 2003 drehte Rugna mehrere Kurzfilme, darunter Tiene miedo. 2007 verfasste er erstmals das Drehbuch für einen Langfilm und gab mit dem auf einem seiner Kurzfilme basierenden The Last Gateway sein Langfilm-Regiedebüt. Sein zweiter Spielfilm als Regisseur, Malditos Sean!, den er gemeinsam mit Fabián Forte realisierte, lief landesweit in den argentinischen Kinos. Das Nationale Institut für Kino und Audiovisuelle Kunst (INCAA) zeichnete seinen Kurzfilm El mate amargo als einen der drei besten Kurzfilme des Jahres 2012 aus. Sein dritter Spielfilm No sabés con quién estás hablando ist eine schwarze Komödie, die fantastische Filme parodiert.
Mit seinem vierten Langfilm Terrified gelang ihm 2017 der internationale Durchbruch. Der Horrorfilm um paranormale Ereignisse in einer Vorstadt von Buenos Aires lief auf zahlreichen Festivals und gewann mehrere nationale und internationale Preise. In den USA war er ein Jahr später via Shudder zu sehen und erregte die Aufmerksamkeit von Guillermo del Toro, der sich die Rechte an einer Neuverfilmung sicherte. 2019 steuerte Rugna das Filmsegment I Also Saw It zur Horror-Anthologie Satanic Hispanics bei. Sein nächster Spielfilm When Evil Lurks wurde ebenfalls ein großer Erfolg und gewann als erster lateinamerikanischer Film den Preis als bester Film im Rahmen des Sitges Festival Internacional de Cinema Fantàstic de Catalunya. Der Online-Aggregator Rotten Tomatoes listete den Titel als bestrezensierten Horrorfilm des Jahres 2023.

## Filmografie
Regie und Drehbuch
- 2003: Tiene miedo (Kurzfilm)
- 2003: La última entrada (Kurzfilm)
- 2004: El niño (Kurzfilm)
- 2004: El cachetazo (Kurzfilm)
- 2007: The Last Gateway
- 2011: Malditos sean! (gemeinsam mit Fabián Forte)
- 2012: El mate amargo (Kurzfilm)
- 2012: Cursed Bastards! (Kurzfilm)
- 2016: No sabés con quién estás hablando
- 2017: Terrified (Aterrados)
- 2022: Satanic Hispanics (Filmsegment)
- 2023: When Evil Lurks (Cuando acecha la maldad)

Drehbuch
- 2007: Death Knows Your Name
- 2009: Lo siniestro
- 2009: They Want My Eyes

## Auszeichnungen und Nominierungen
Fantastic Fest
- 2018: Auszeichnung in der Kategorie bester Film für Terrified
- 2022: Auszeichnung in der Kategorie bester Regisseur für Satanic Hispanics (gemeinsam mit Alejandro Brugués, Gigi Saul Guerrero, Mike Mendez und Eduardo Sánchez)

Festival Internacional de Cine de Mar del Plata
- 2016: Nominierung in der Kategorie bester argentinischer Film für No sabés con quién estás hablando
- 2017: Nominierung in der Kategorie bester argentinischer Film für Aterrados (Terrified)

Sitges Festival Internacional de Cinema Fantàstic de Catalunya
- 2018: Nominierung in der Kategorie bester Film für Terrified
- 2023: Auszeichnung in der Kategorie bester Film für When Evil Lurks